# STS-120
La misión STS-120 fue una misión del transbordador espacial a la Estación Espacial Internacional (EEI) lanzada el 23 de octubre de 2007 y que duró 15 días. Entregó el módulo Harmony y reestructuró una parte de la Estación preparándola para futuras misiones de ensamblaje. La STS-120 fue lanzada por el transbordador espacial Discovery, y fue la misión número 23 del transbordador espacial a la EEI. Al finalizar la misión quedaron once vuelos en el programa del transbordador espacial hasta su final en 2010, excluyendo dos vuelos de contingencia por confirmar.

## Tripulación
- Pamela Melroy (3) - Comandante
- George D. Zamka (1) - Piloto
- Scott E. Parazynski (5) - Especialista de misión
- Stephanie Wilson (2) - Especialista de misión
- Douglas H. Wheelock (1) - Especialista de misión
- Paolo A. Nespoli (1) - Especialista de misión -  Italia ESA

( ) El número ente paréntesis indica el número de vuelos espaciales completados anteriores a esta misión e incluyendo esta.

### Tripulación de la EEI al lanzamientonExpedición 16
- Daniel M. Tani (2) - Ingeniero de Vuelo de la EEI

### Tripulación de la EEI al aterrizajeExpedición 16
- Clayton Anderson (1) - Ingeniero de Vuelo de la EEI

## Cargamento de la misión

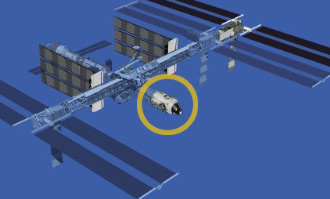
Ilustración de la ISS después de la STS-120, señalando el nuevo nodo Harmony.

### Harmony (Nodo 2)

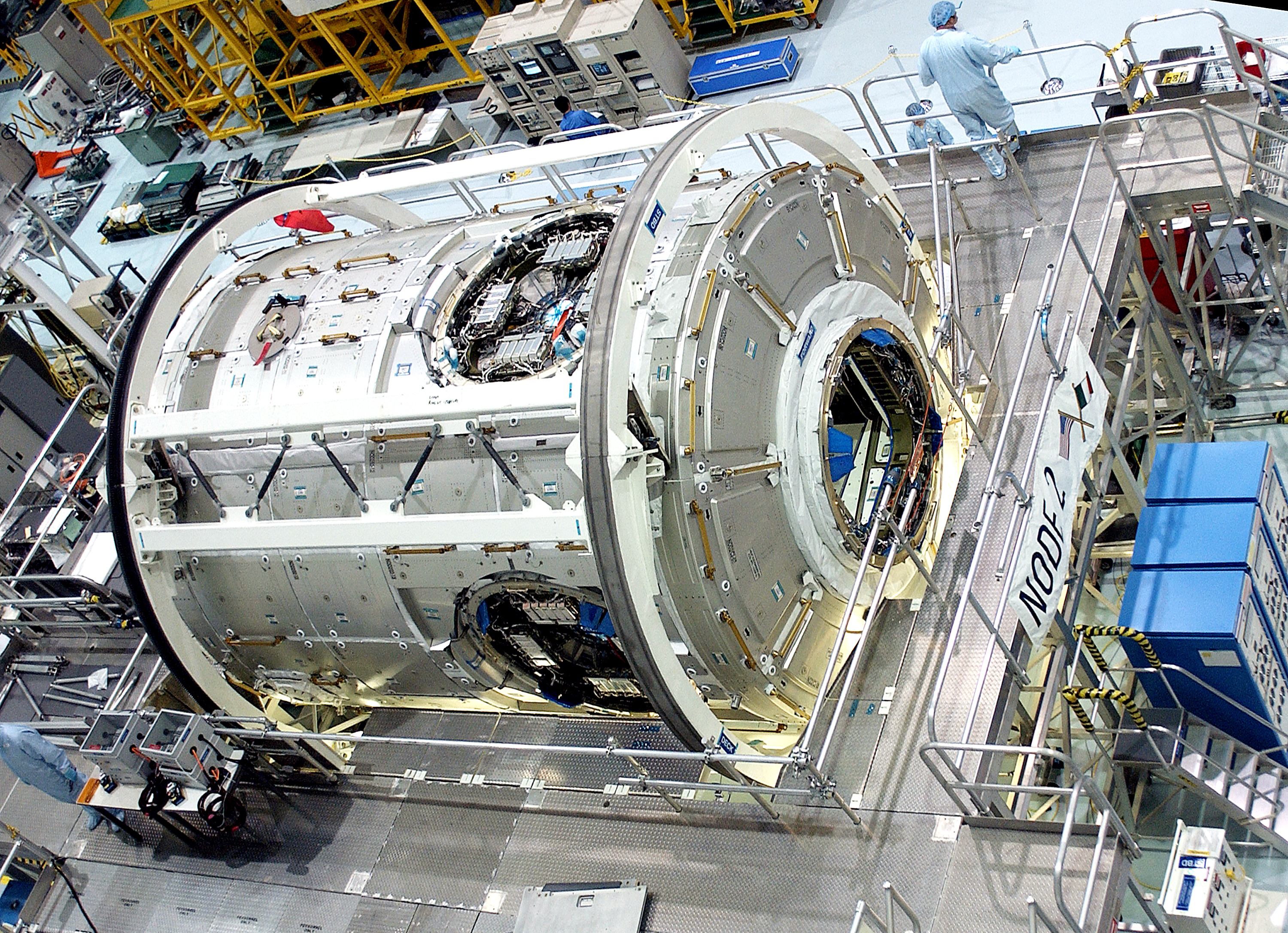
Ensamblado del Harmony. (NASA)

### Preparaciones del lanzamiento

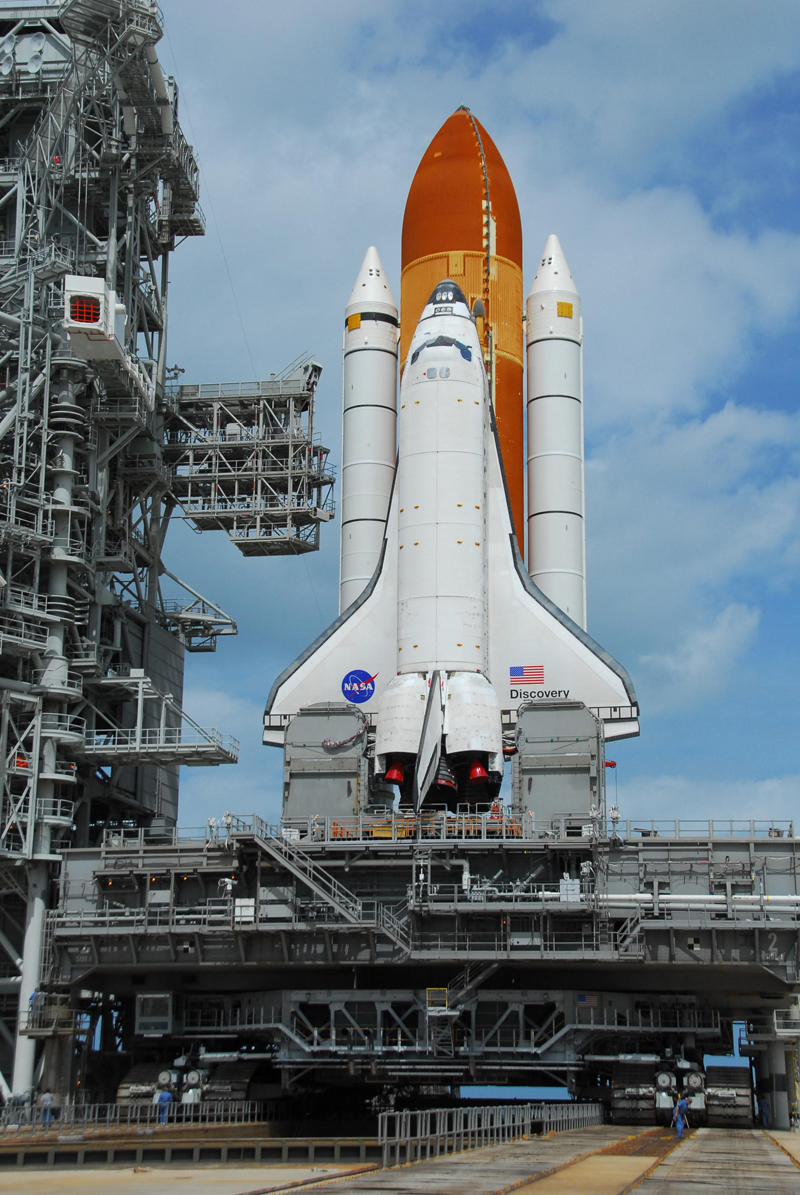
El Discovery una vez trasladado al LC-39A el 30 de septiembre de 2007

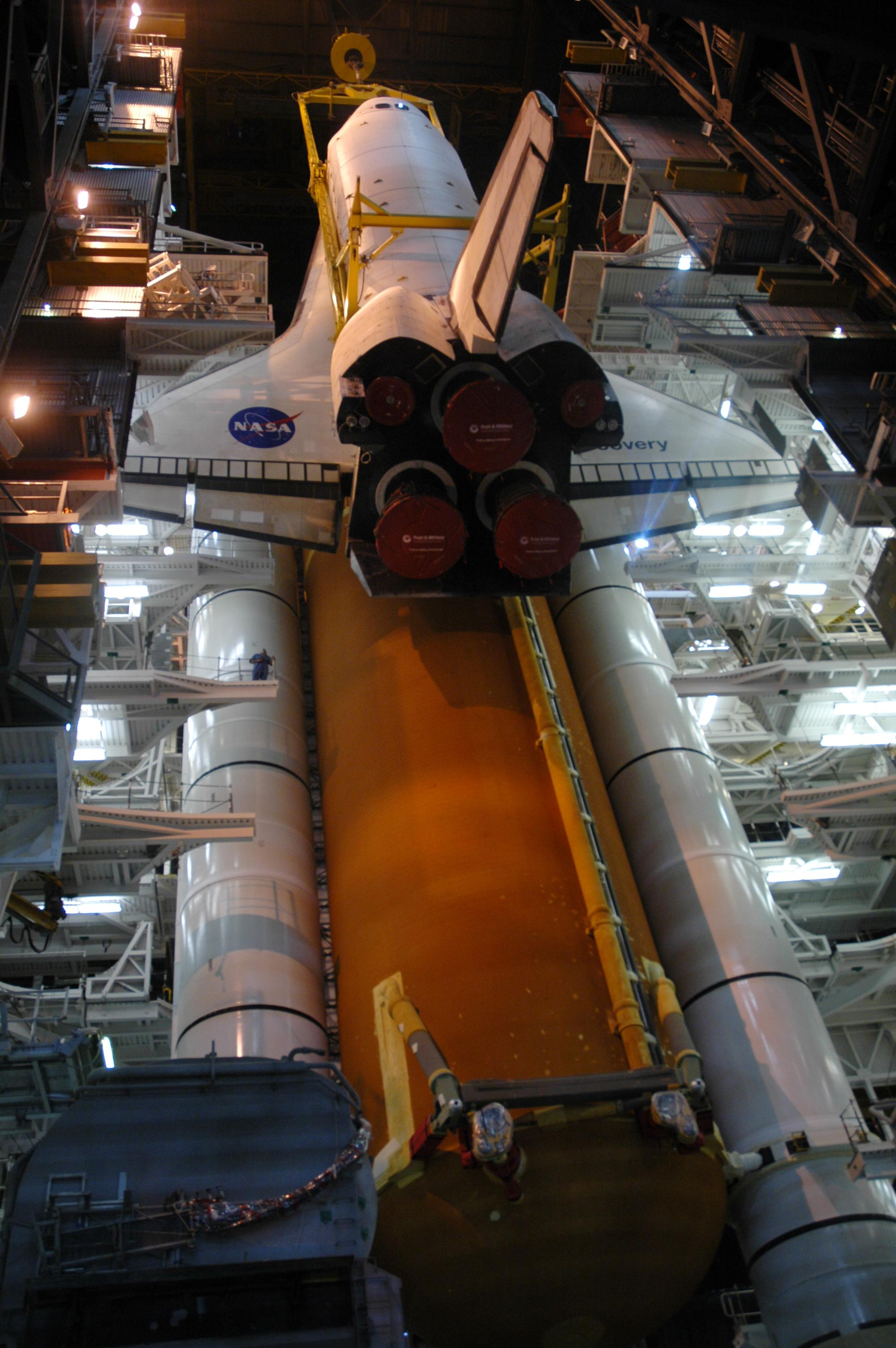
El tanque externo del Discovery unido a los cohetes de combustible sólido

### Martes 23 de octubre (Día de vuelo 1, Lanzamiento)

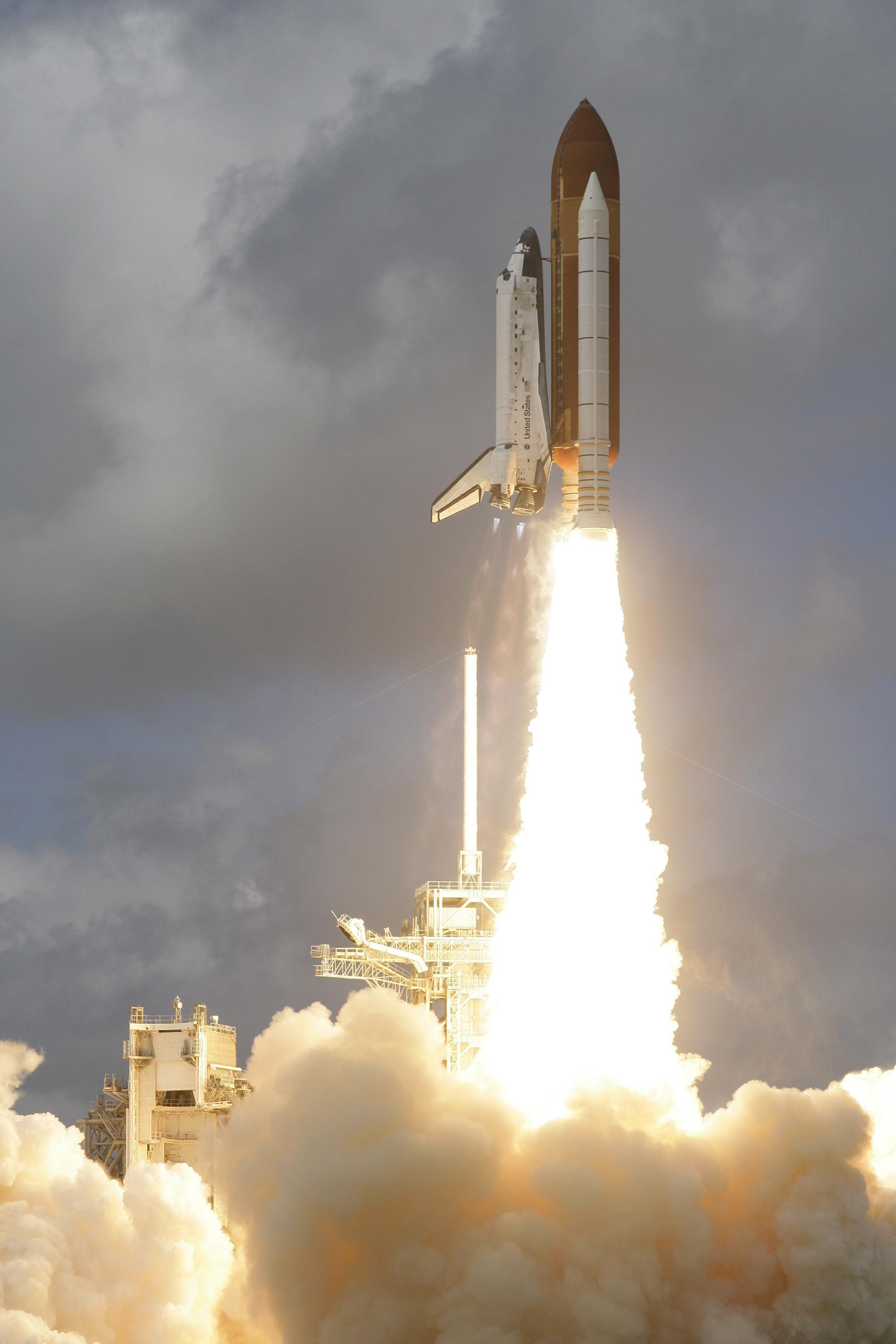
Lanzamiento de la STS-120.

### Jueves 25 de octubre (Día de vuelo 3)

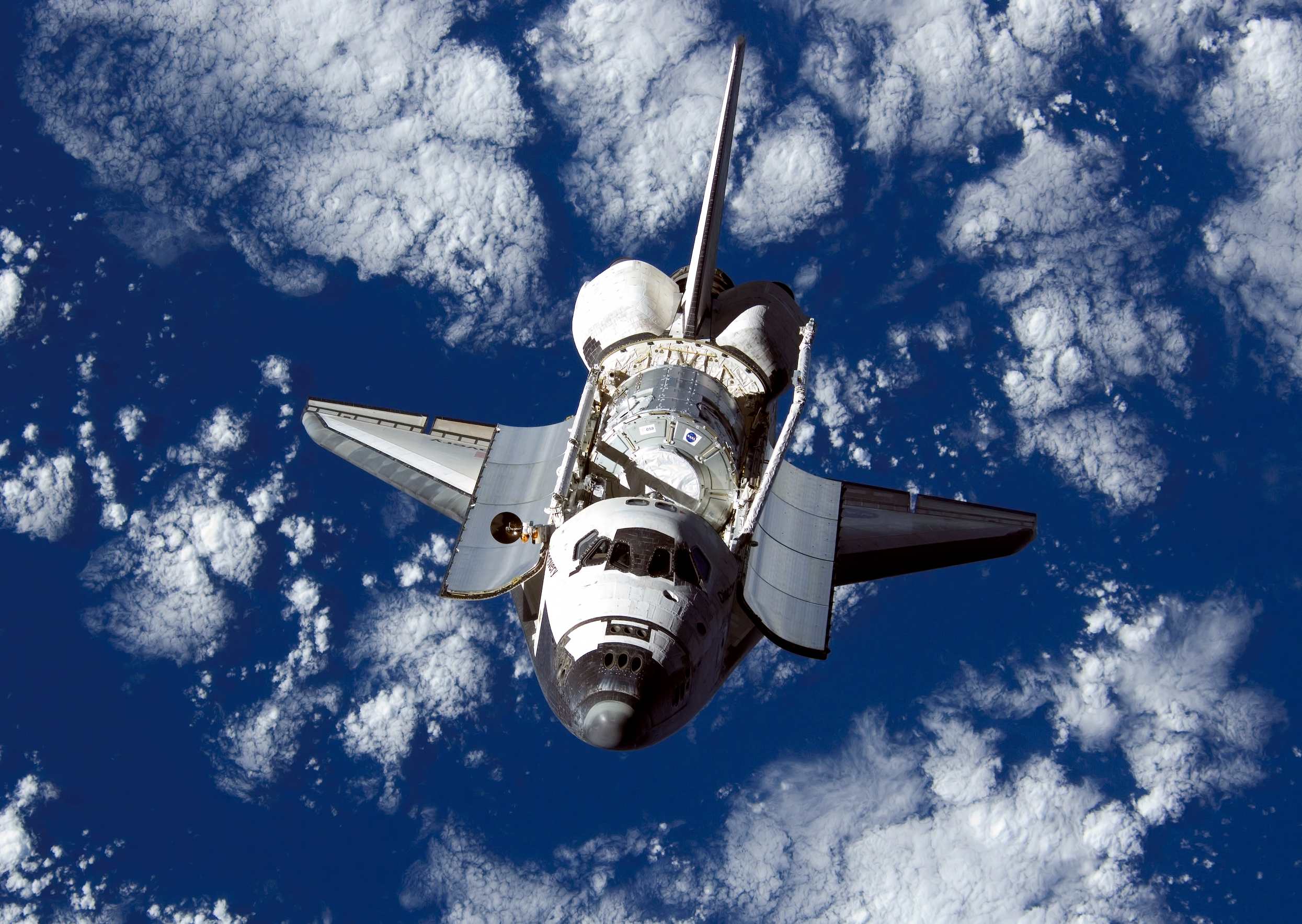
Con una Tierra azul y blanca como el telón de fondo, el transbordador espacial Discovery se aproxima a la Estación Espacial Internacional.

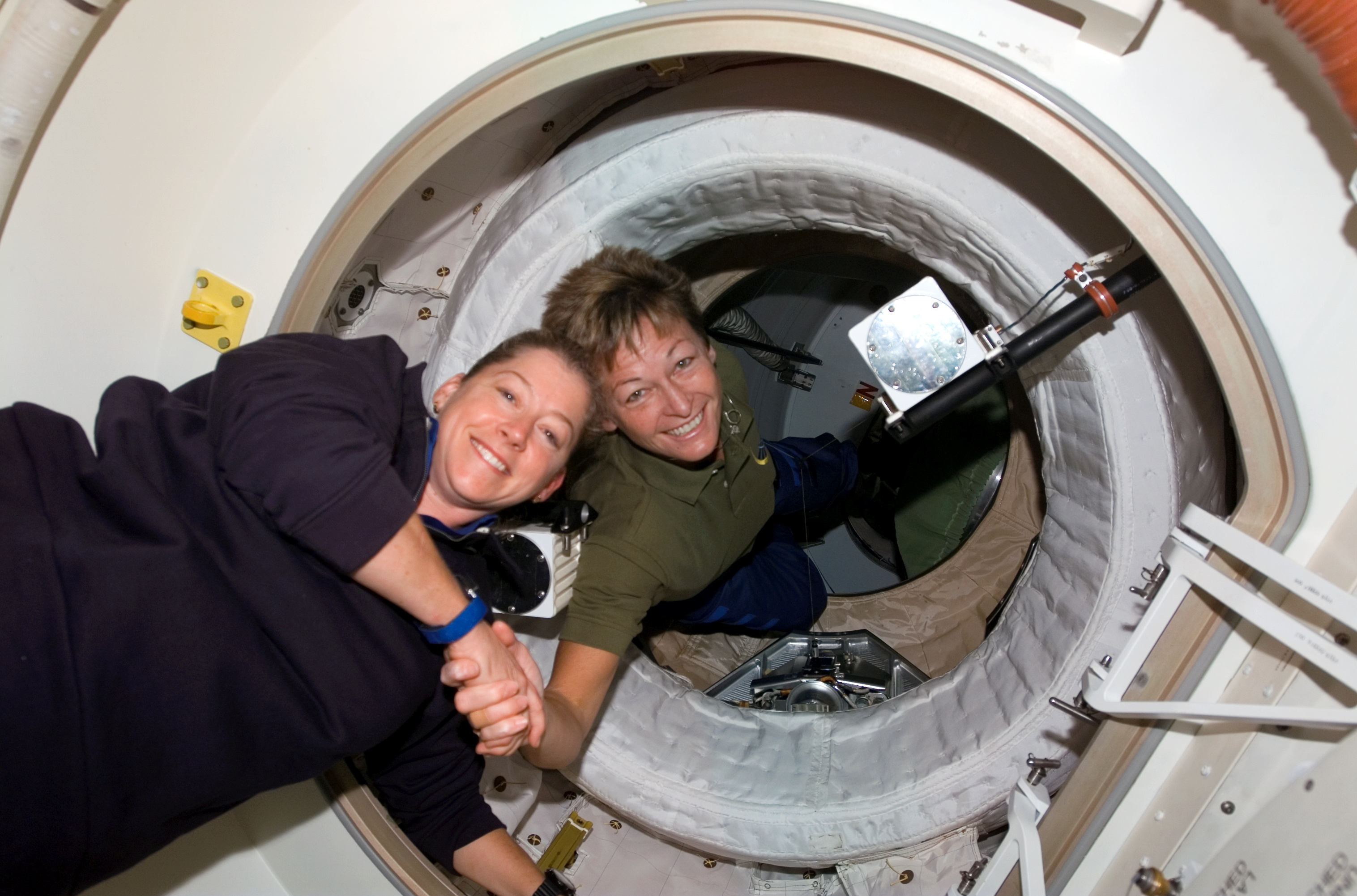
Whitson (derecha), comandante de la Expedición 16, da la bienvenida a la comandante Melroy de la STS-120, después de abrir las escotillas entre la estación y el transbordador.

### Viernes 26 de octubre (Día de vuelo 4)

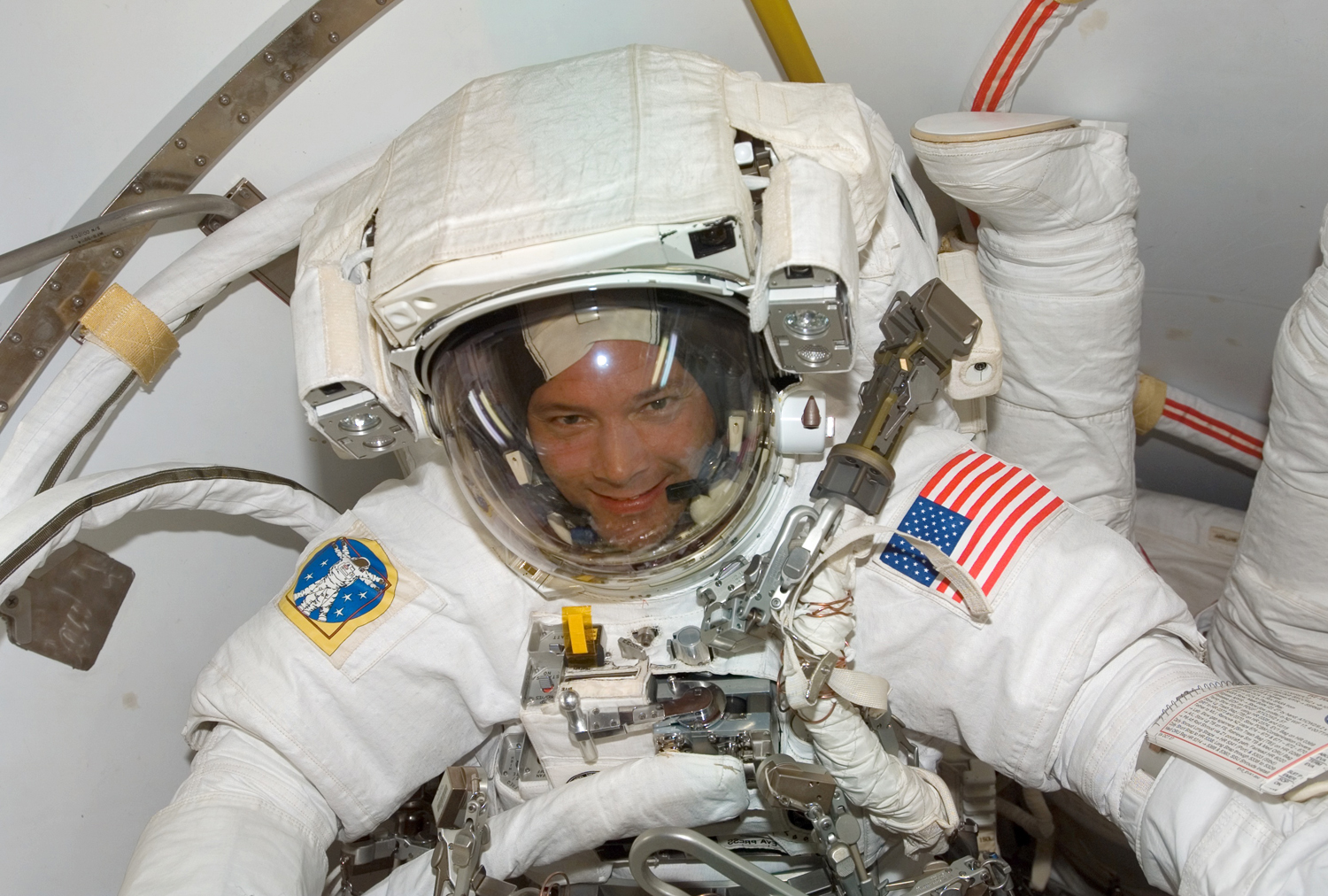
Wheelock se prepara para su primer paseo espacial. Detrás de él, flota Parazynski cayendo suavemente.

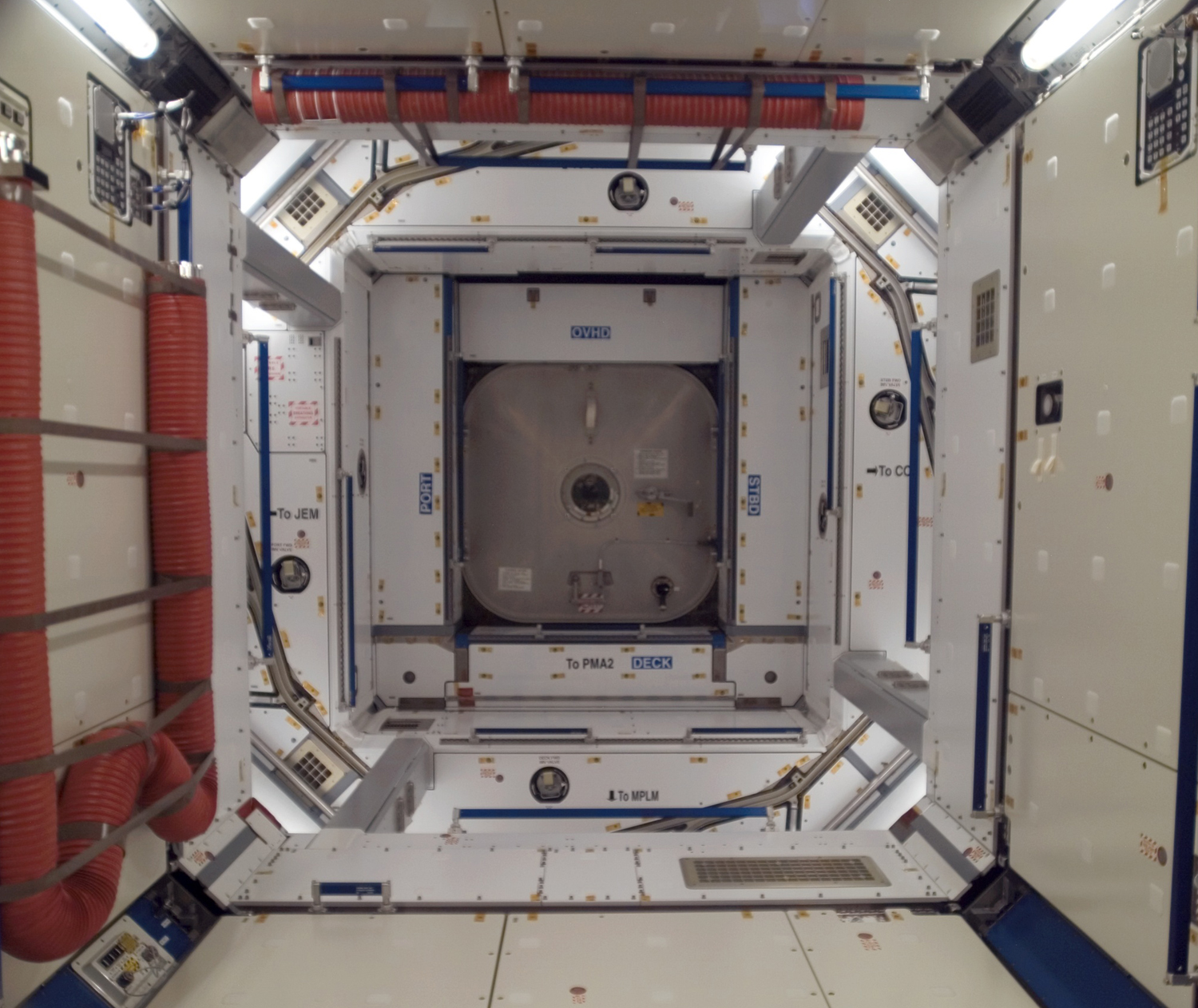
Interior del Harmony tal y como estaba después de su acople a la EEI el día de vuelo 5.

### Sábado 27 de octubre (Día de vuelo 5)

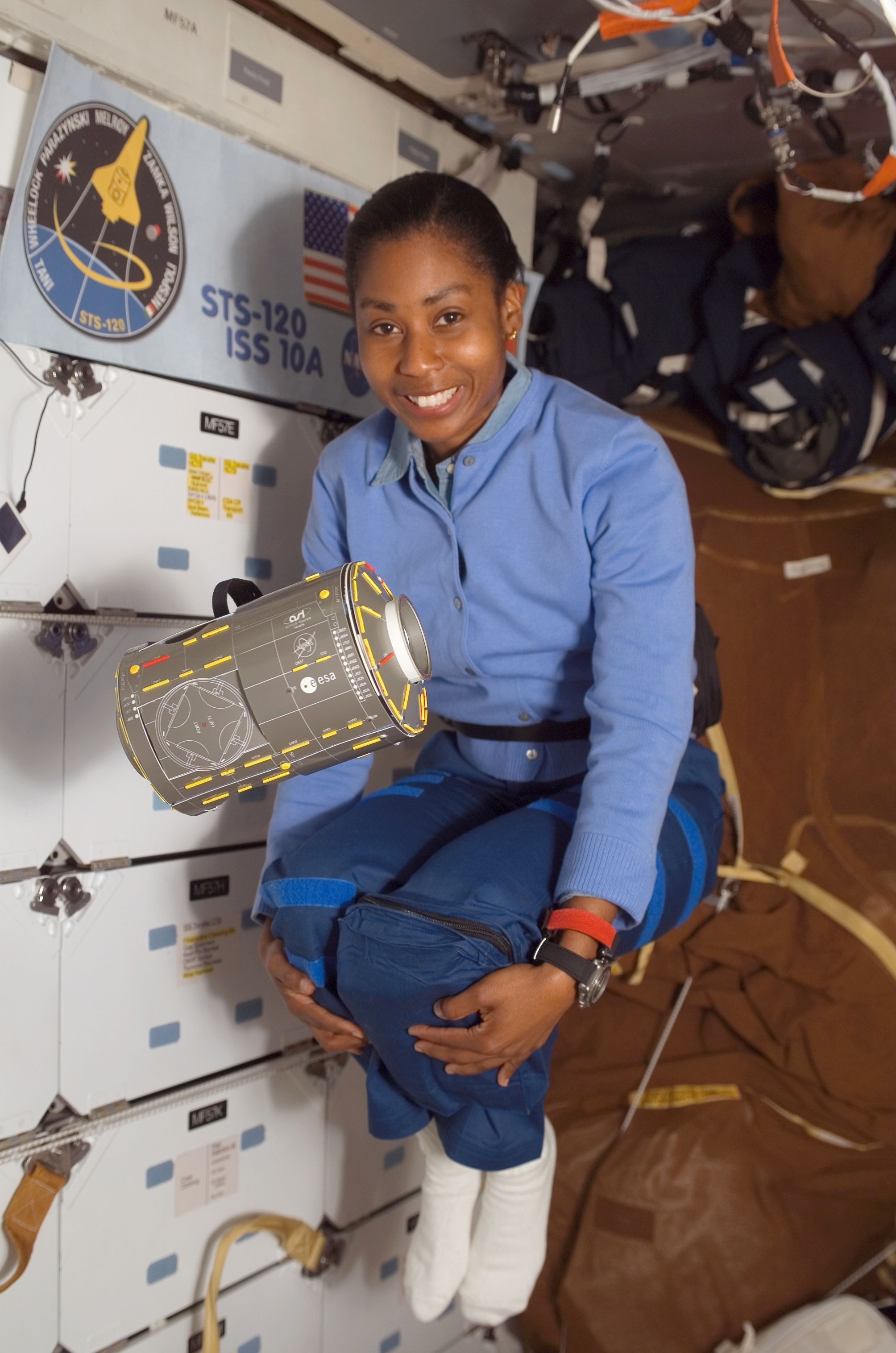
Stephanie Wilson flotando con un modelo del Harmony en la cubierta intermedia del Discovery.

### Lunes 29 de octubre (Día de vuelo 7)

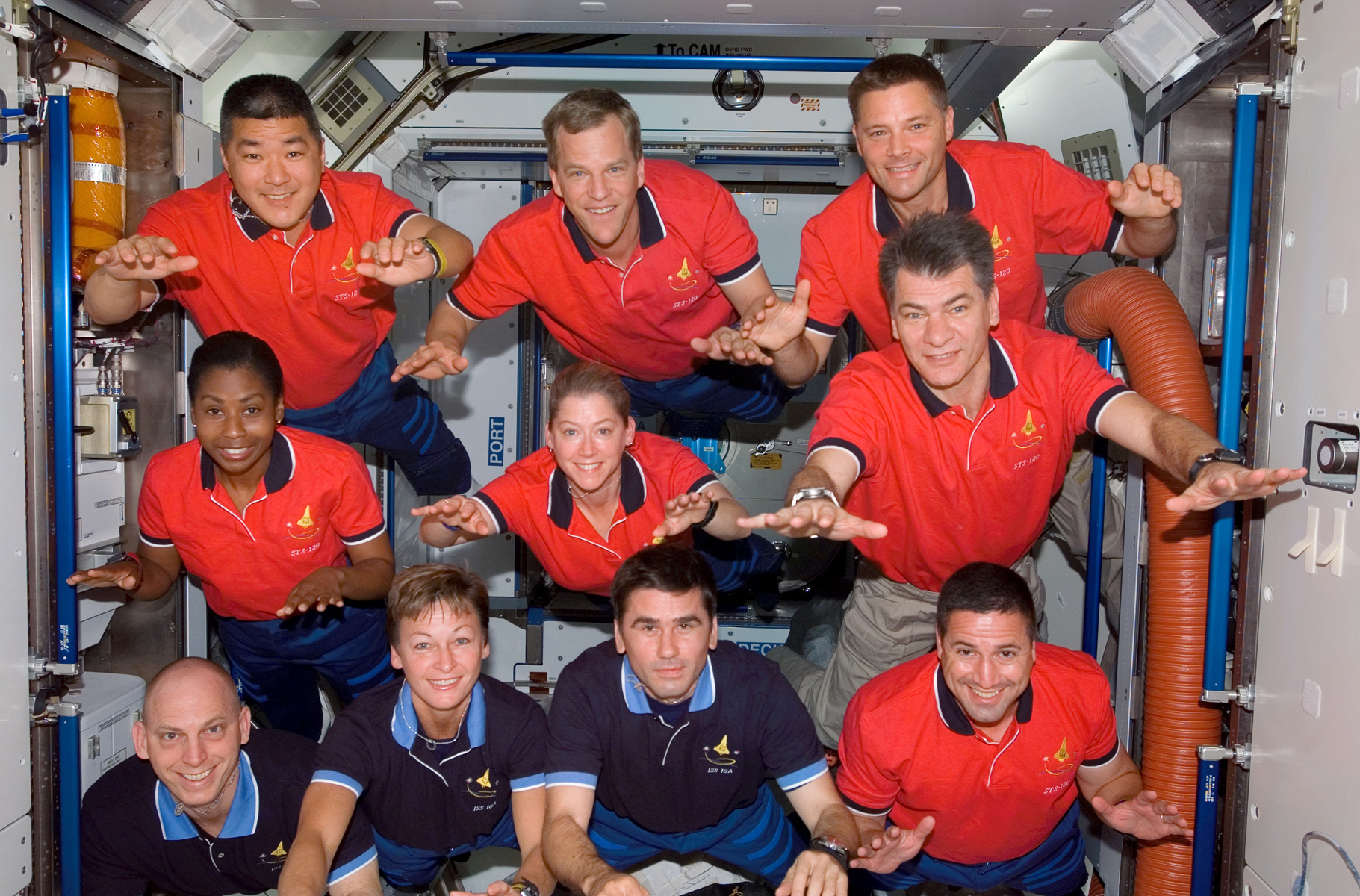
Las dos tripulaciones se tomaron un tiempo para participar en una conferencia de noticias conjunta, y para posar en una foto de los astronuatas.

### Martes 30 de octubre (Día de vuelo 8)

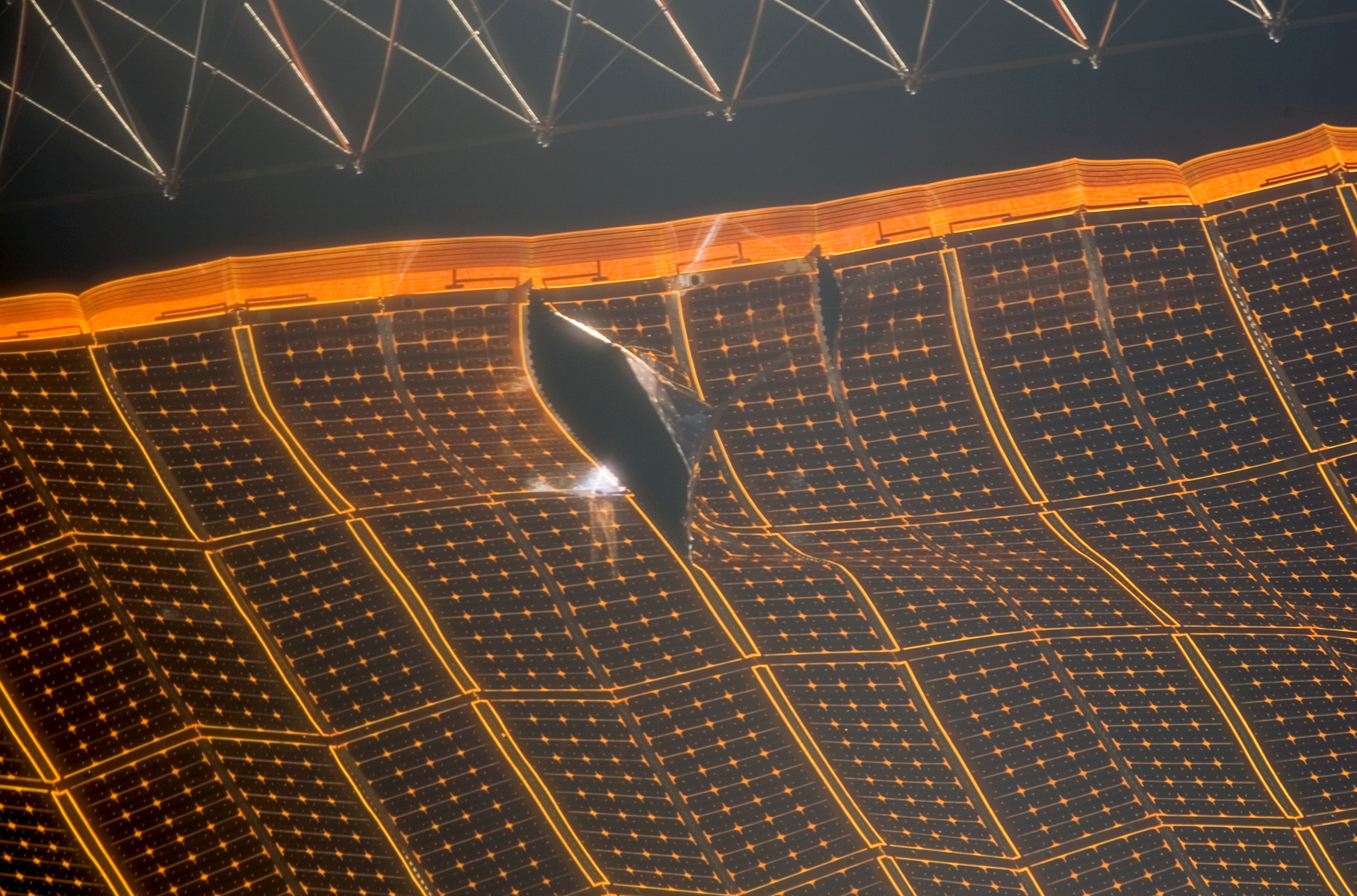
Imagen tomada desde una cámara montada en la estación espacial, muestra un aparente desgarro en el panel solar 4B, con una pequeña separación hacia la derecha.